# Slaget vid Luzzara
Slaget vid Luzzara ägde rum den 15 augusti 1702 under det spanska tronföljdskriget. De kejserliga trupperna, vari ingick en dansk kontingent, under Eugène av Savojen stred mot en fransk-spansk armé under hertigen av Vendôme och Filip V. Slaget slutade utan ett tydligt avgörande.